# بارزان
بارزان (Gianangelo Barzan)، (مواليد 1901، وتوفي سنة 1983)، لاعب كرة قدم (وسط) إيطالي سابق. بدأ في بادوفا ثم لعب لروما قبل أن يلعب لنادي إيه سي ميلان موسمين وثم اعتزل مع باري في عام 1932.